# Jonathan Davis
Jonathan Houseman Davis (Bakersfield, 18. siječnja 1971.) je frontmen nu metal sastava Korn. 2007. godine izdaje prvi solo album koji je snimio uz pomoć gitarista Shanea Gibsona, klavijaturista Zaca Bairda i bubnjara Raya Luziera. 2010. godine se očekuje novi Kornov album Korn III: Remember Who You Are. 

## Diskografija

### Korn
- Korn (1994.)
- Life Is Peachy (1996.)
- Follow the Leader (1998.)
- Issues (1999.)
- Untouchables (2002.)
- Take a Look in the Mirror (2003.)
- Live & Rare (2003)
- Korn: Greatest Hits Vol. 1 (2004.)
- See You on the Other Side (2005.)
- MTV Unplugged (2007.)
- Untitled album (Album nema ime, ali ga obožavatelji zovu Untitled) (2007.)
- Korn III: Remember Who You Are (2007.)

### Solo albumi
- Alone I Play (uživo) (2007.)